# Sportstugan
Sportstugan är en svensk kortfilm från 2005 i regi av Gunilla Heilborn och Mårten Nilsson.
Filmen handlar om Henrik som samlar några av sina vänner i en sportstuga vid en sjö långt ut i skogen. Den producerades, fotades och klipptes av Nilsson och spelades in efter ett manus av Heilborn. Musiken komponerades av Kim Hiorthøy, som även medverkar som skådespelare. Filmen premiärvisades 4 februari 2005 på Göteborgs filmfestival och har även visats på Sveriges Television och Uppsala kortfilmsfestival. Den nominerades till en Guldbagge 2006 i kategorin Bästa kortfilm.

## Medverkande
- Sandra Medina
- Kim Hiorthøy
- Mats Garpendal
- Dag Andersson
- Magda Eriksson
- Henrik Vikman